# 邁松阿爾福
迈松阿尔福（法語：Maisons-Alfort，法語發音：[mɛzɔ̃ alfɔʁ] ⓘ），法国中北部城市，法兰西岛大区马恩河谷省的一个市镇，隶属于马恩河畔诺让区，其市镇面积为5.35平方公里，2022年1月1日时人口数量为57,422人，在法国城市中排名第103位。
迈松阿尔福位于马恩河谷省北部，马恩河左岸，是巴黎近郊的一个卫星城，距离其市区大约8公里，通过大区快铁D线及巴黎地铁8号线连接。

## 地名来源
“迈松”一名来源于拉丁语单词，意为“道路上的驿站”；“阿尔福”则来源于英格兰城市赫里福德，其主教及领主皮埃尔·代格布朗什在即位赫里福德主教职务以前曾在此地拥有一处土地。

## 历史

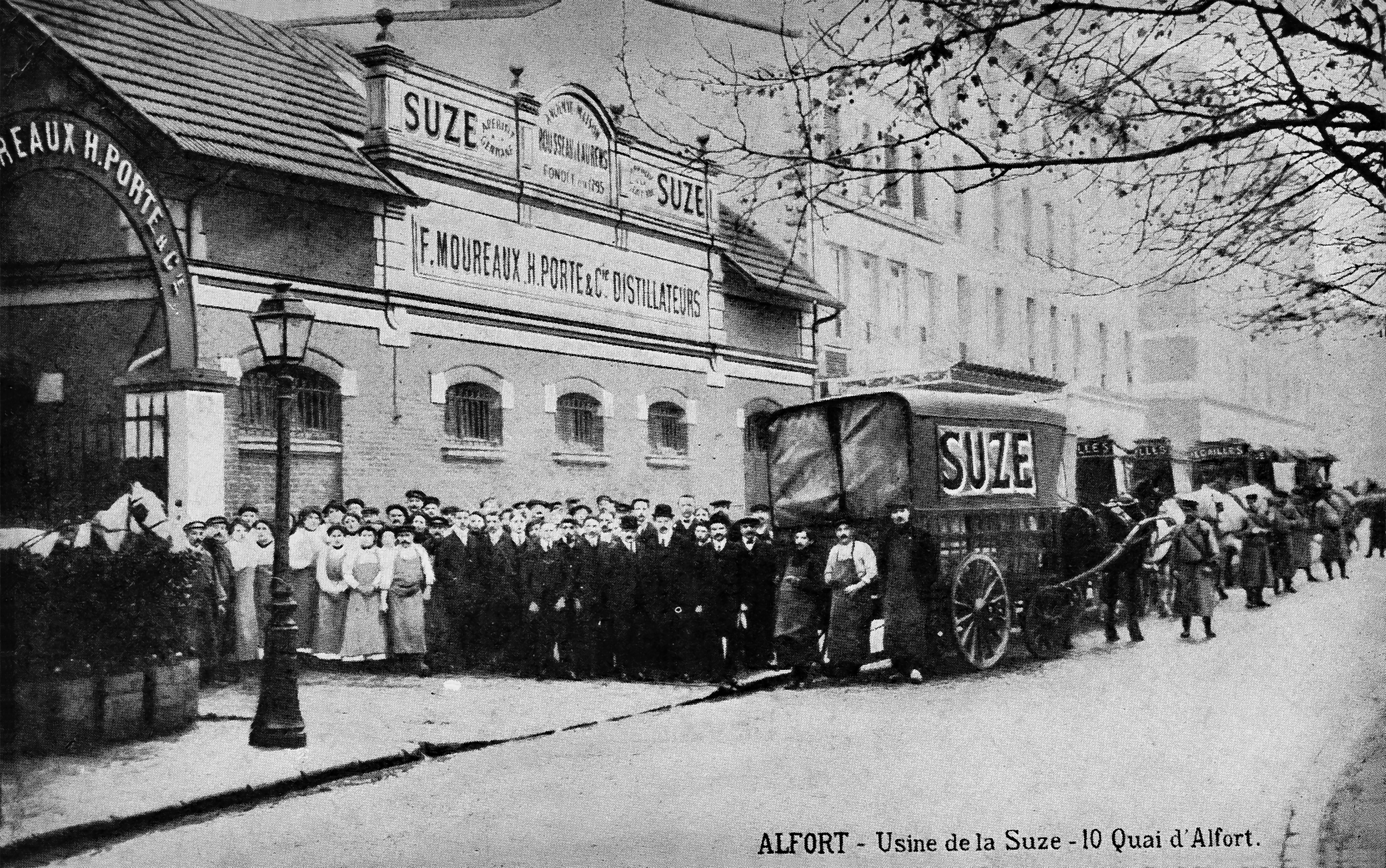
叙兹工厂

迈松阿尔福境内曾发现了罗马人活动的遗迹，一条连接巴黎的道路可能由此通过。中世纪时，迈松阿尔福长期为一处普通村落。1465年，公益同盟曾驻军与此，并与路易十一的军队发生了多次械斗。1766年，法兰西皇家兽医克洛德·布尔热拉在此创办兽医学校，成为世界上最早出现的兽医科学高等学府之一。法国大革命后，迈松阿尔福成为塞纳省的一个市镇，工业革命期间，得益于工业发展以及巴黎的城市扩张，迈松阿尔福人口快速增加，并迅速完成城市化。1875年，迈松阿尔福境内建成叙兹工厂（La Suze），成为巴黎附近重要的饮料生产企业。1885年，迈松阿尔福的西部被独立划分出阿尔福维尔。在1910年的塞纳河大洪水中，迈松阿尔福几乎完全被泡在了水中。1968年，塞纳省被撤销，迈松阿尔福被划入新成立的马恩河谷省。1970年，巴黎地铁8号线延伸至迈松阿尔福境内。1995年，法兰西岛大区快铁D线开始运营。

## 地理

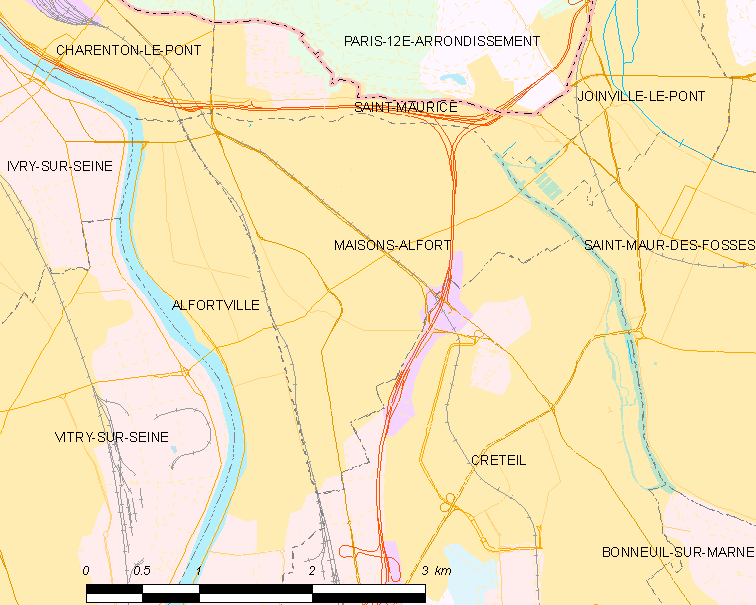
迈松阿尔福市镇地图

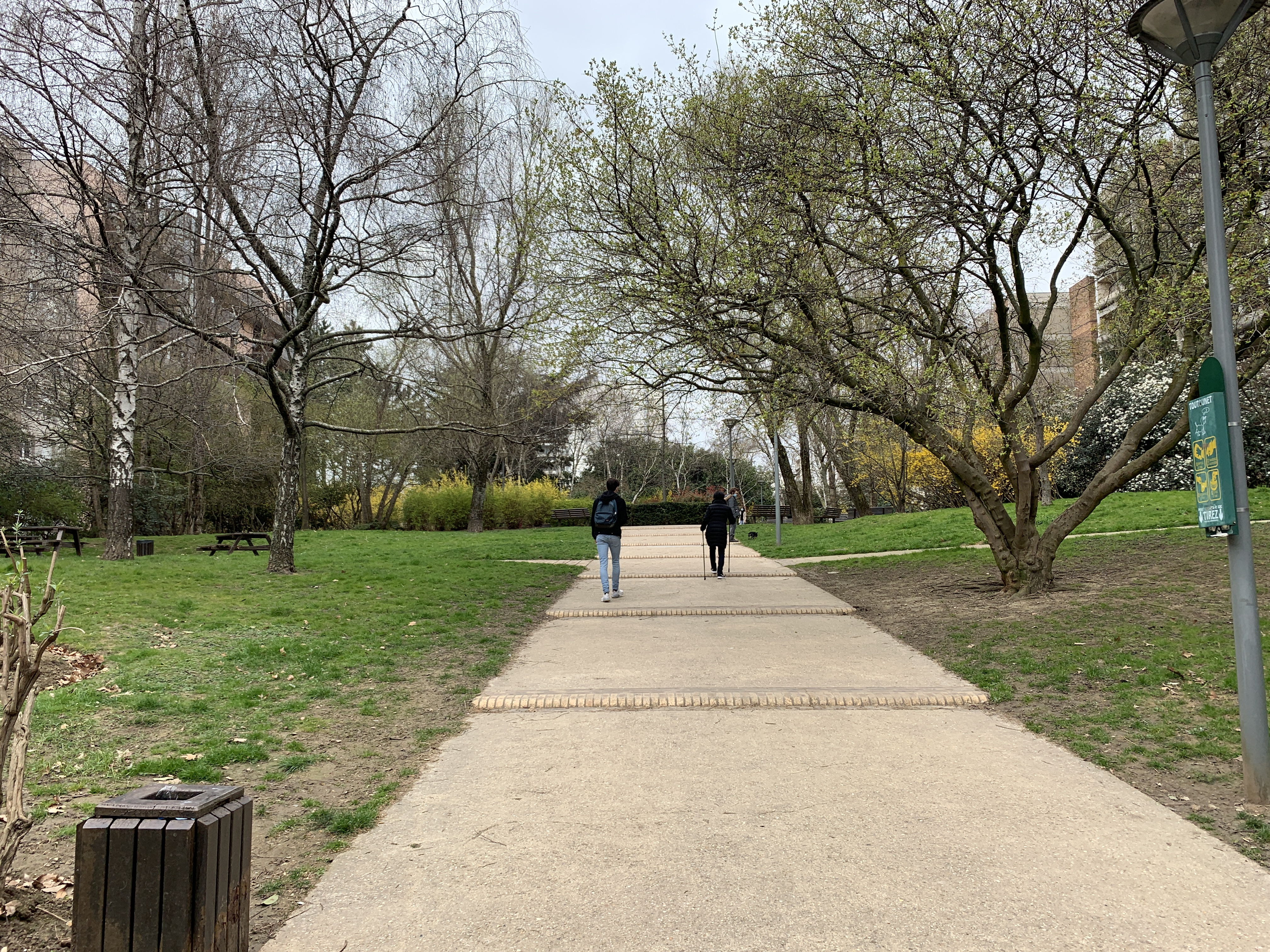
欧石楠公园的绿地

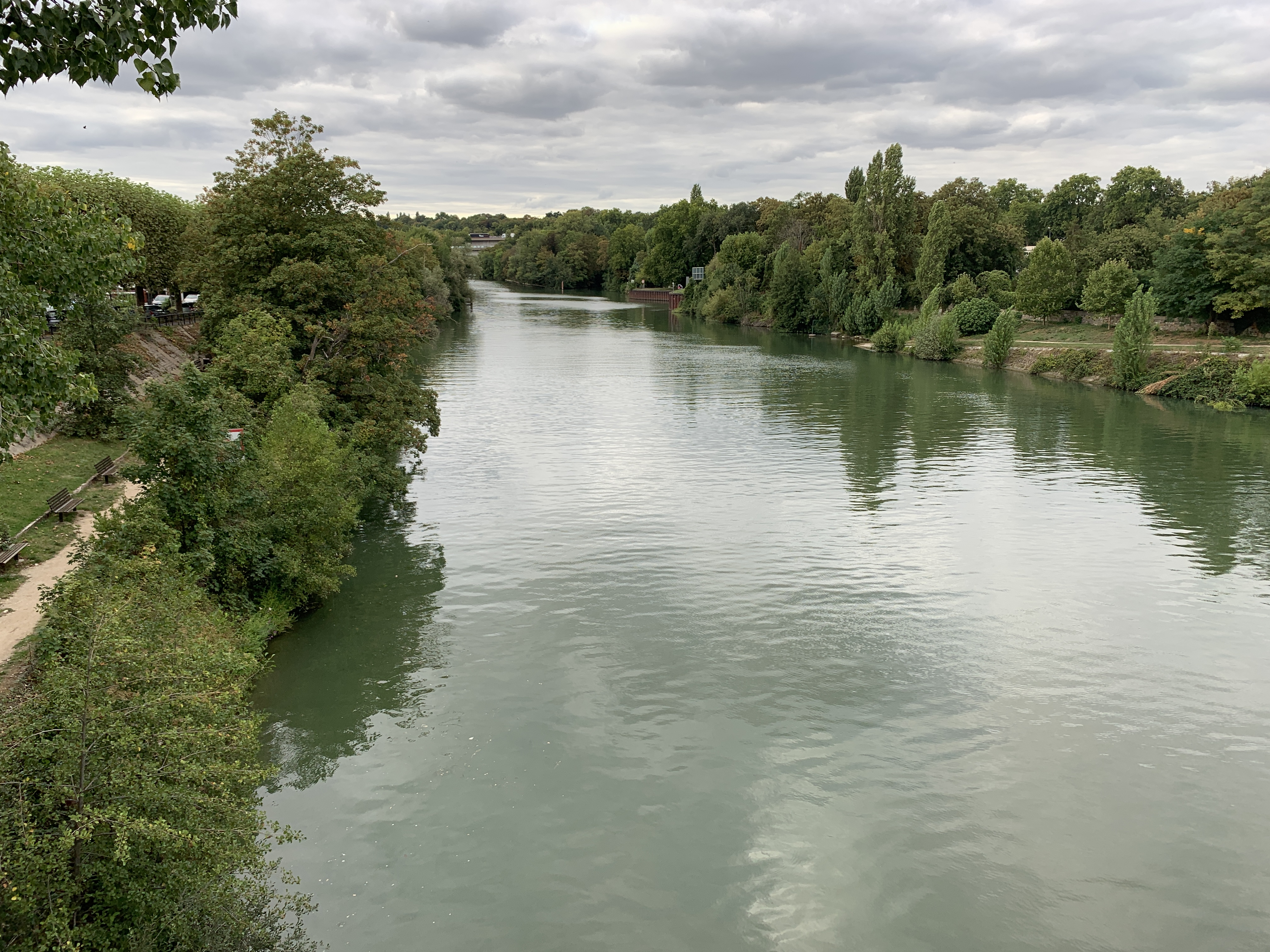
马恩河畔的迈松阿尔福

迈松阿尔福位于法国中北部，法兰西岛大区中部和马恩河谷省北部，距离省会克雷泰伊大约1公里。与迈松阿尔福接壤的市镇包括：阿爾福維爾、沙朗通勒蓬、克雷泰伊、茹安维尔勒蓬、圣莫代福塞、圣莫里斯。

### 地形
迈松阿尔福位于巴黎盆地腹地，境内以平原为主，地势平坦，全境海拔在28到47米之间。

### 水文
马恩河干流自东向西流经境内北部，该河是塞纳河的支流。

### 植被
迈松阿尔福属于温带落叶林区，市区内的主要绿地公园包括欧石楠公园（Parc des Bruyères）、加亚尔城堡公园（Parc du Domaine de Château Gaillard）等，均常年免费向公众开放。
在鲜花城市的评比中，迈松阿尔福被评为4星级鲜花城市。

### 气候
迈松阿尔福在柯本气候分类法中属于温带海洋性气候。

## 行政区划
迈松阿尔福是法国法兰西岛大区马恩河谷省的一个市镇，编号为94046。迈松阿尔福隶属于马恩河畔诺让区，隶属于马恩河谷省第八选区，管理迈松阿尔福县，同时也是大巴黎都会区的组成部分。
法国国家统计与经济研究所（简称）在进行数据统计时，将迈松阿尔福设为巴黎城市区的一部分。自2020年起，巴黎城市区被包含1,949个市镇的巴黎城市辐射区代替。此外，还将迈松阿尔福市镇分为了27个“块区”（IRIS），以便于统计人口分布情况。

## 交通

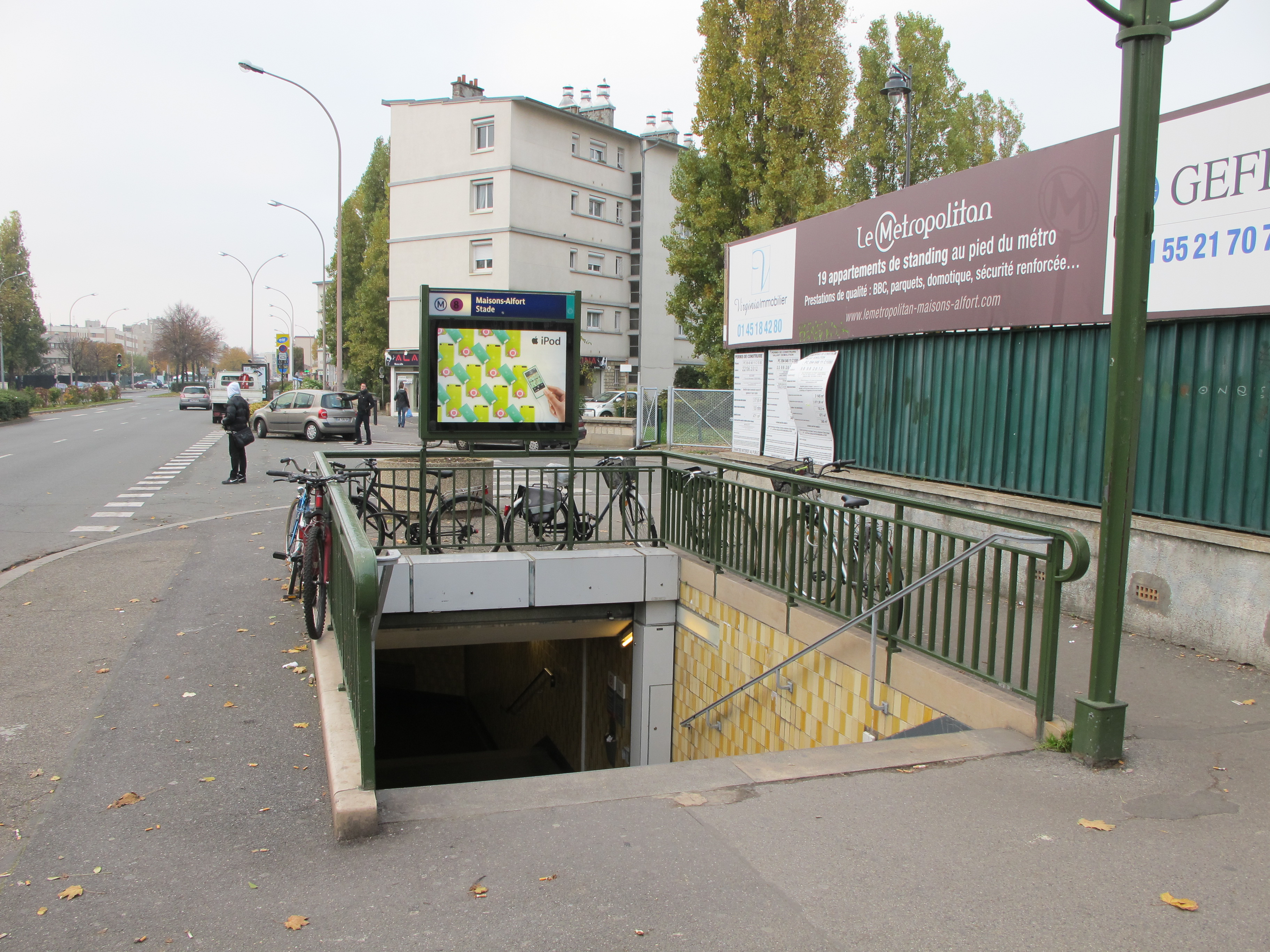
地铁邁松阿爾福體育場站入口

### 公路
迈松阿尔福境内均为城市化道路，配有照明、排水、人行道等设施。
2017年，62%的迈松阿尔福家庭拥有至少一辆的私人汽车。2019年，迈松阿尔福境内共发生各类交通事故109起，造成127人受伤。

### 铁路
巴黎－马赛铁路从迈松阿尔福市区西部穿过，并设有迈松阿尔福-阿尔福维尔站和绿景苑站，均为法兰西岛大区快铁D线的一个车站。

### 航空
距离迈松阿尔福最近的民用航空站为巴黎-奥利机场，距离迈松阿尔福市中心的公路里程约12公里。

### 城市公共交通
巴黎地铁8号线经过迈松阿尔福境内并设有三个车站：邁松阿爾福獸醫學校站、邁松阿爾福體育場站和邁松阿爾福-茹伊奧特站。
巴黎公交24路、103路、104路、107路、125路、172路、181路、217路、325路、372路和法兰西岛夜班车N32线、N35线经过迈松阿尔福境内。

## 政治

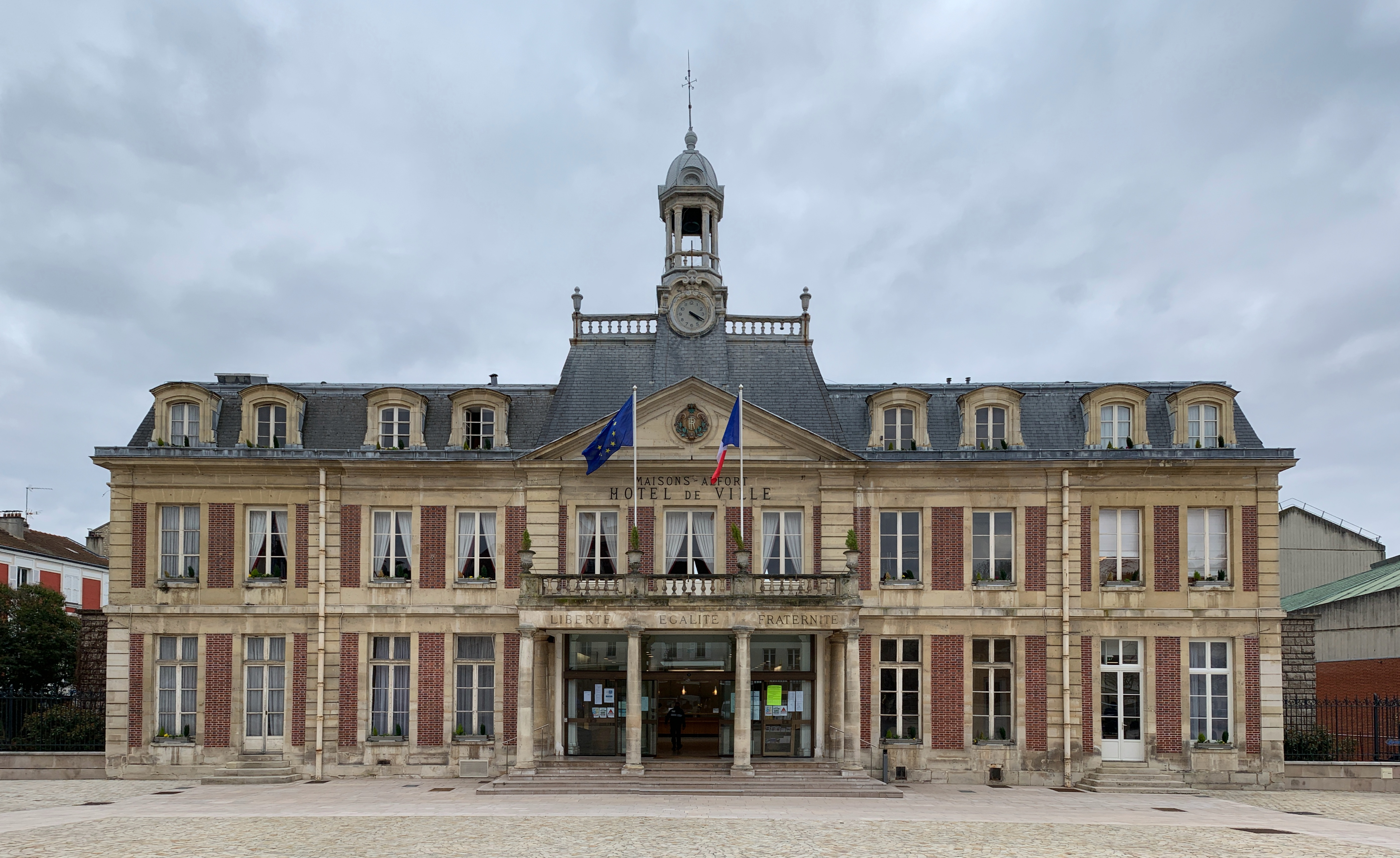
迈松阿尔福市政厅

迈松阿尔福的现任市长为奥利维耶·卡皮塔尼奥先生（Olivier Capitanio），他是共和党的一名成员，在2020年的市政选举中获得了74.13%的支持率。
在2017年的法国总统大选中，法国第25任总统埃马纽埃尔·马克龙在迈松阿尔福获得了77.87%的支持率。

## 人口
2018年，迈松阿尔福市镇人口数量为55,899，在法国排名第103位。其中男性26,197人，女性29,458人，75岁及以上人口占7.2%，外籍人口数量为14,599人，人口密度为10,448人/平方公里，当地居民被称为（男性）或（女性）。2019年，迈松阿尔福境内出生742人，死亡人口354人。
| 年份   | 1936   | 1946   | 1954   | 1962   | 1968   | 1975   | 1982   | 1990   | 1999   | 2006   | 2011   | 2016   | 2018   |
| ------ | ------ | ------ | ------ | ------ | ------ | ------ | ------ | ------ | ------ | ------ | ------ | ------ | ------ |
| 人口數 | 34,384 | 36,485 | 40,358 | 51,186 | 53,149 | 54,146 | 51,065 | 53,375 | 51,103 | 53,233 | 53,265 | 55,289 | 55,899 |

## 经济
迈松阿尔福是一个区域性的中心城市，当地共有各类用人单位8,074家，平均历史为13年，其中99.17%为中小型企业（PME）。（房地产）、（厨具生产）及（保险）是当地2019年营业额最高的三个企业，分别为193,636,000欧元、64,980,974欧元和42,383,000欧元。

## 财政收入
2019年，迈松阿尔福的财政收入总额为69,657,500欧元，财政支出总额为59,814,400欧元，当年的债务总额为26,165,000欧元。 2020年，迈松阿尔福共获得6 663 897欧元的国家财政补助，比上一年增加了-0.01%。
2017年，迈松阿尔福的人均月收入总额为2,784欧元，其中高级职员为3,936欧元，低于法国平均水平（4,214欧元）；中级职员为2,487欧元，高于法国平均水平（2,353欧元）；普通职员为1,880欧元，亦高于法国平均水平（1,690欧元）。
2017年，迈松阿尔福境内的青壮年（15至64岁）失业率为9.9%，当地67.2%的家庭拥有纳税资格，平均纳税4,697欧元，高于法国平均水平（3,888欧元）。

## 社会事务

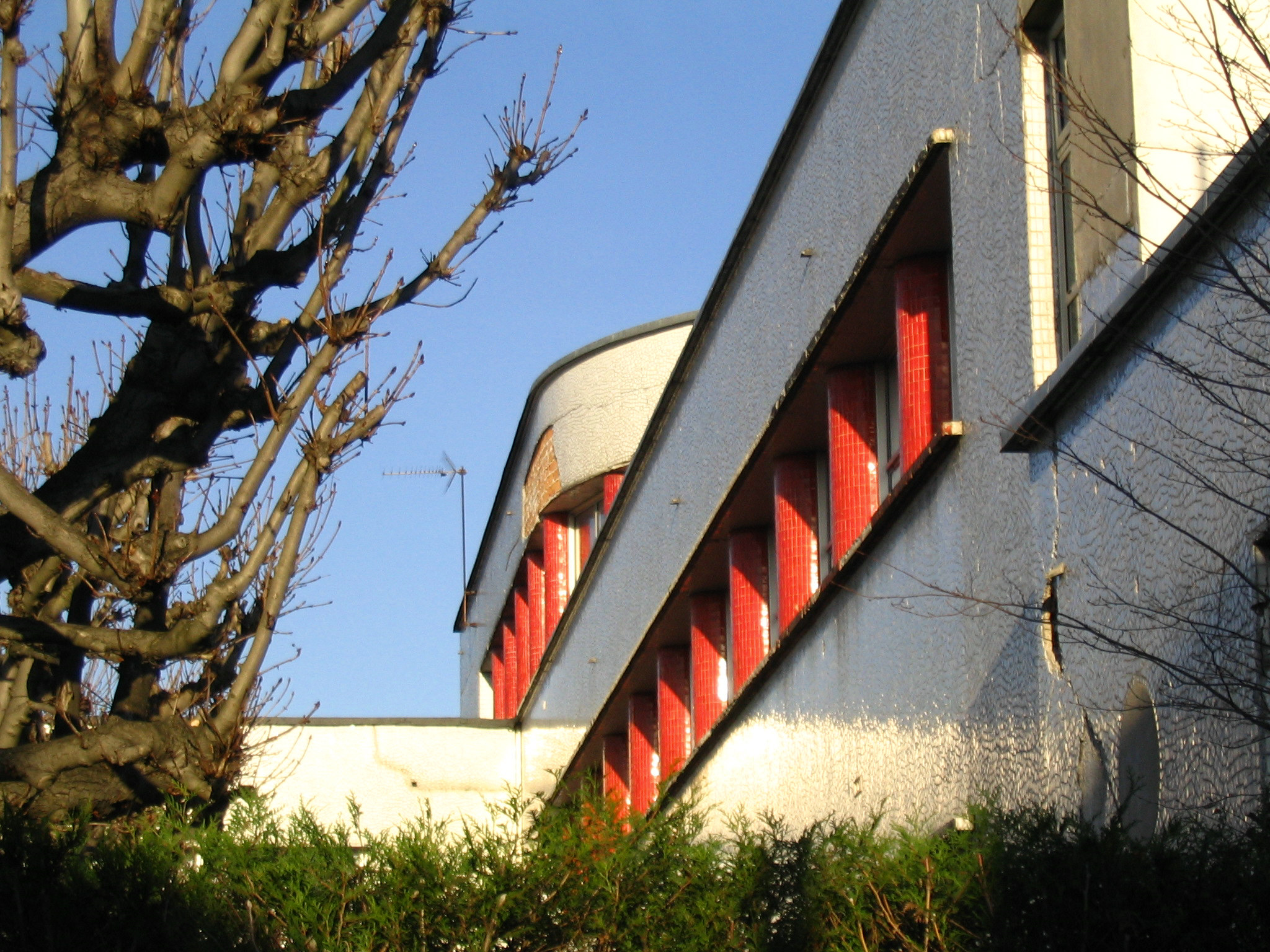
孔多尔塞中学

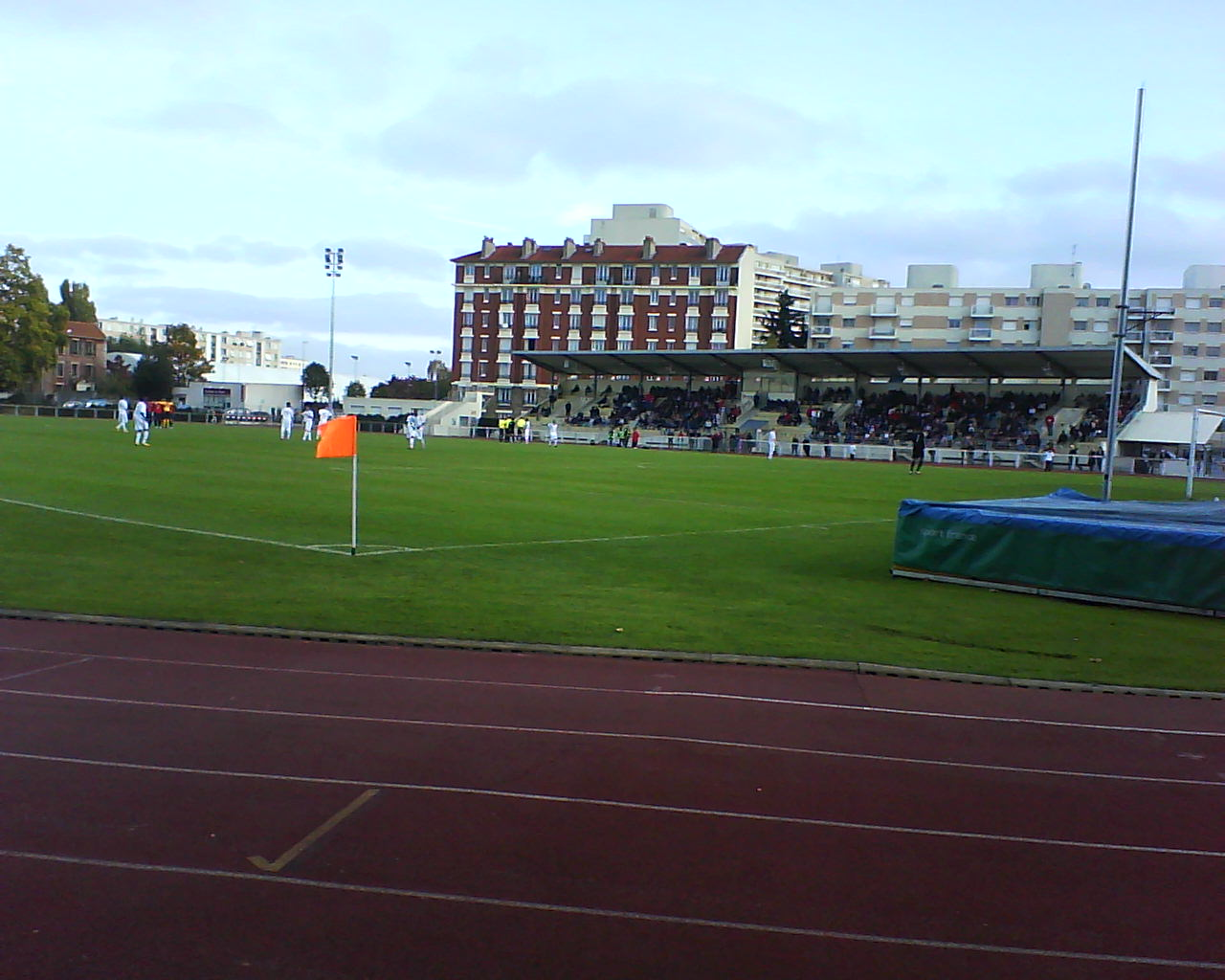
奥古斯特·德洛纳球场

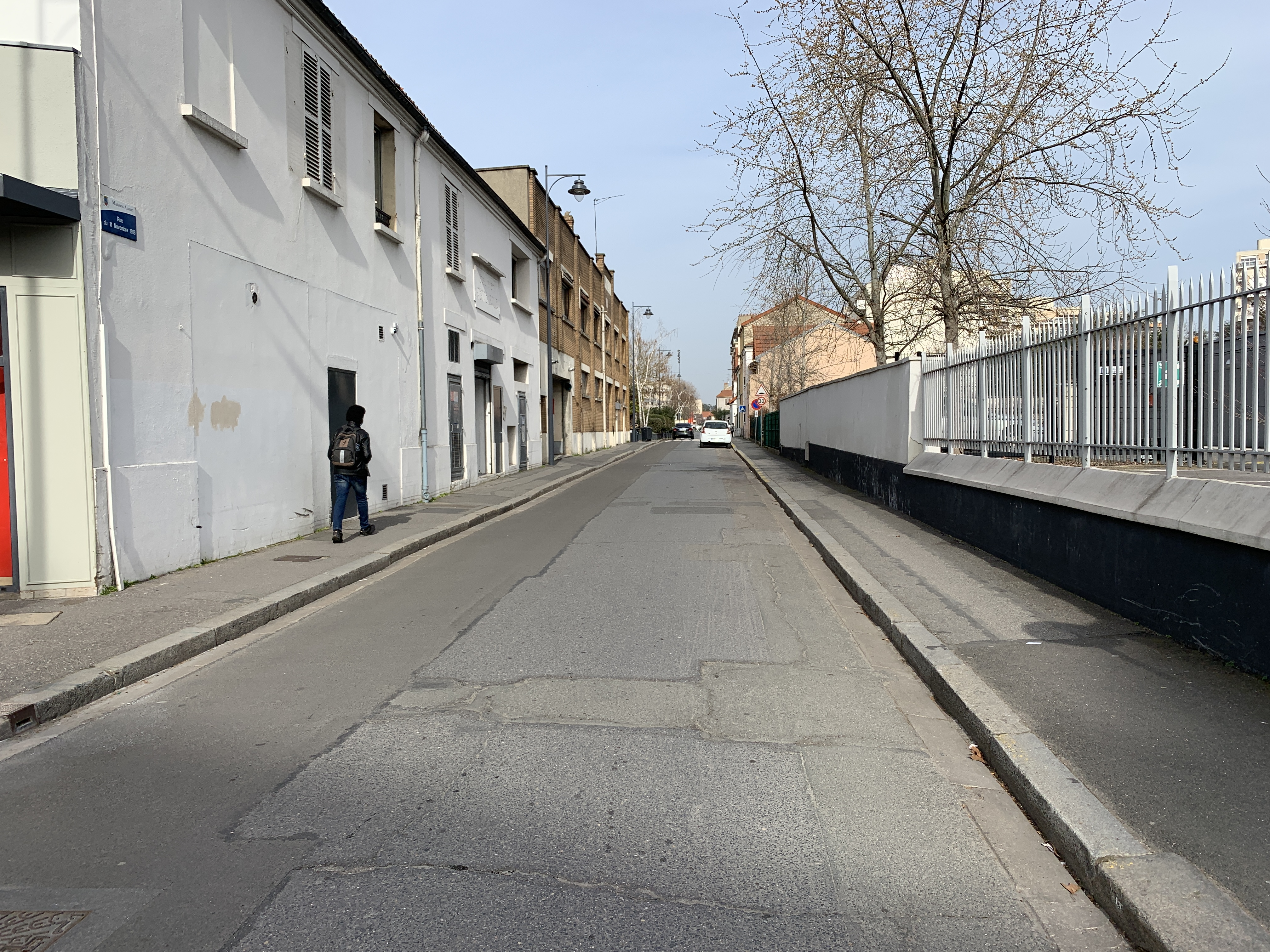
一战胜利日大街

### 教育
迈松阿尔福属于克雷泰伊学区。截止2019年1月1日，迈松阿尔福境内共有13所幼儿园、15所小学、5所初级中学、2所普通高中和1所职业高中。2018至2019学年度，迈松阿尔福境内共有在校中等教育阶段学生3,836名。
在高等教育方面，国立阿尔福兽医学校创建于1766年，是世界上最古老的兽医学校。

### 医疗
截止2019年1月1日，迈松阿尔福境内共有全科医生36名、保健师53名、牙医31名、护士31名、耳科医生1名、眼科医生3名、皮肤科医生1名、助产士3名、儿科医生3名和妇科医生4名。境内共有药房16家、养老院5家、残疾人帮扶中心1家。
距离迈松阿尔福最近的综合性医院为亨利·蒙多大学中心医院，位于克雷泰伊境内，距离迈松阿尔福市区不到1公里，设有806个床位，是马恩河谷省内规模最大的公立综合性医院。

### 住房
2017年，迈松阿尔福境内共有各类住房28,132套，其中16.1%为独立式居民区，主要分布于市区东北部和南部；82.1%为集中式居民区，主要分布于市区中部。常住房屋占迈松阿尔福市镇范围内居民建筑总量的91.2%。
在住房保障政策方面，2017年，迈松阿尔福境内共有3,800户家庭获得了住房经济补助，受益人数占总人口数量的6.8%，其中3,720份为房租补助。

### 商业
2019年，迈松阿尔福境内共有各类实体商铺1,061家，其中餐厅129家、大型超市8家、杂货店39家、面包房43家、肉铺10家、书店10家、装饰品店4家、银行门店21家、美容美发店62家、汽车维修店37家。市中心有一家欧尚便民超市。

### 体育
2019年，迈松阿尔福境内共有1家游泳池、9间体育馆、3座综合体育场、20处网球场、1处马术场、6处足球或橄榄球场以及8处篮球或排球场。
截至2021年4月，迈松阿尔福境内共有两家注册足球俱乐部。

### 环境
迈松阿尔福的环境事务由其所属的公共社区负责。2019年，迈松阿尔福境内共有2家污染企业。

### 治安
2019年，迈松阿尔福市镇范围内有1处派出所。
2014年，迈松阿尔福及附近地区共发生各类案件3,470起，其中盗窃类案件2,388起，经济类案件316起，毒品交易类案件189起。

## 文化
2019年，迈松阿尔福境内共有1家剧场、1家电影院、1家博物馆和1家音乐厅。迈松阿尔福市政府提供多媒体中心，向公众全年开放。

### 建筑
迈松阿尔福境内的建筑多建于近现代，其中福拉歌那博物館、沙朗通堡垒等为当地的代表性建筑物。

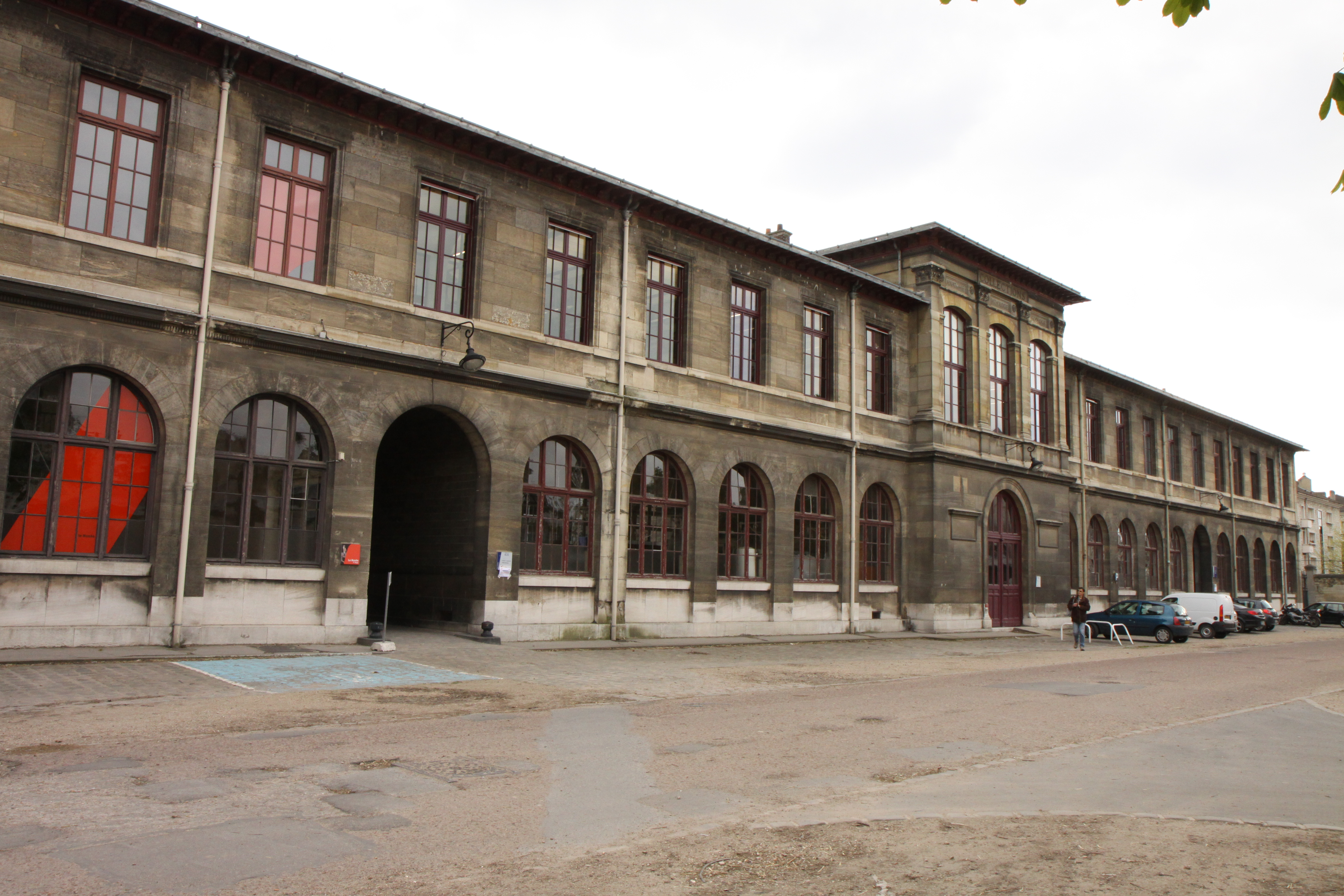
福拉歌那博物館
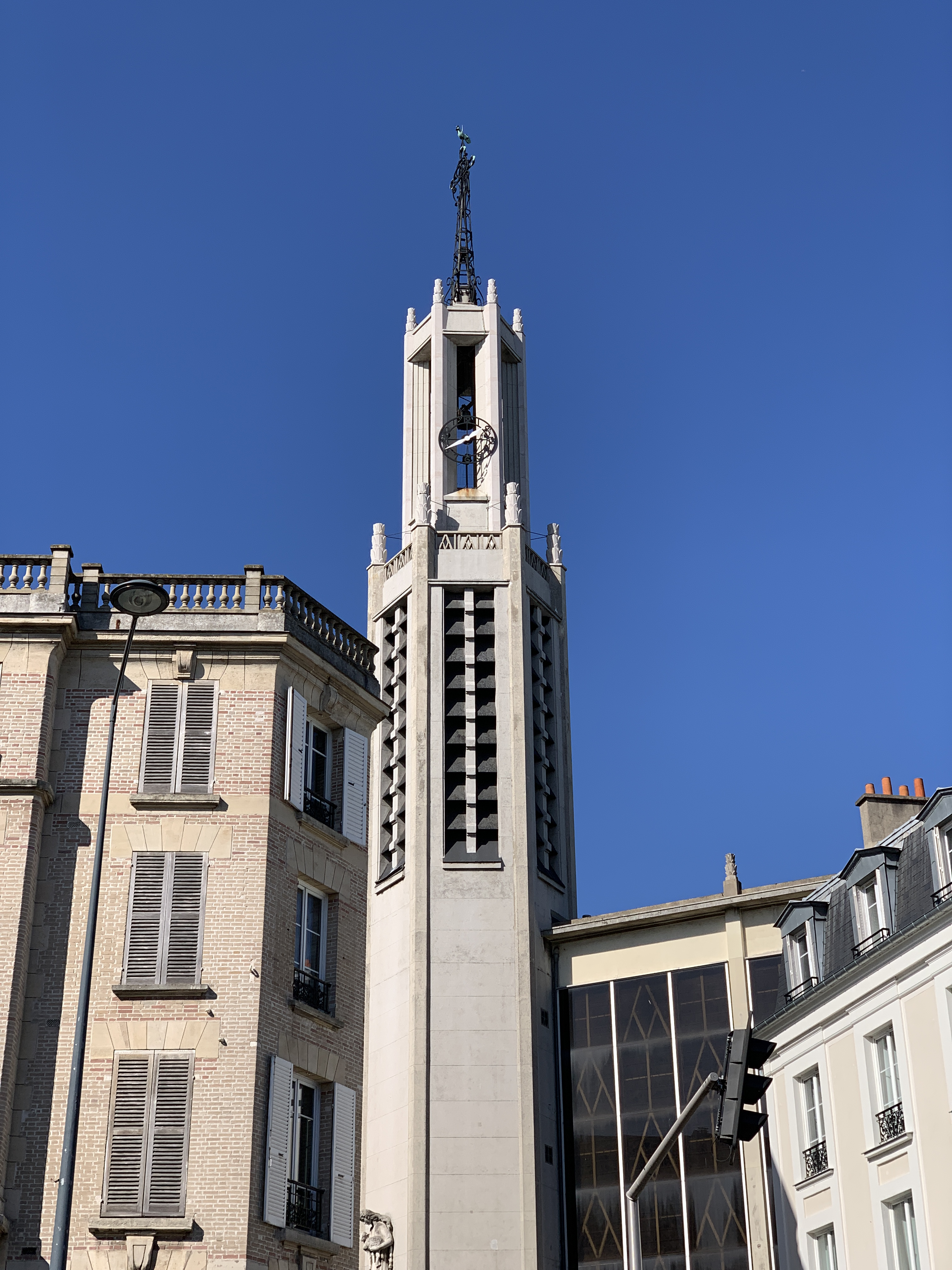
圣阿涅斯教堂钟楼
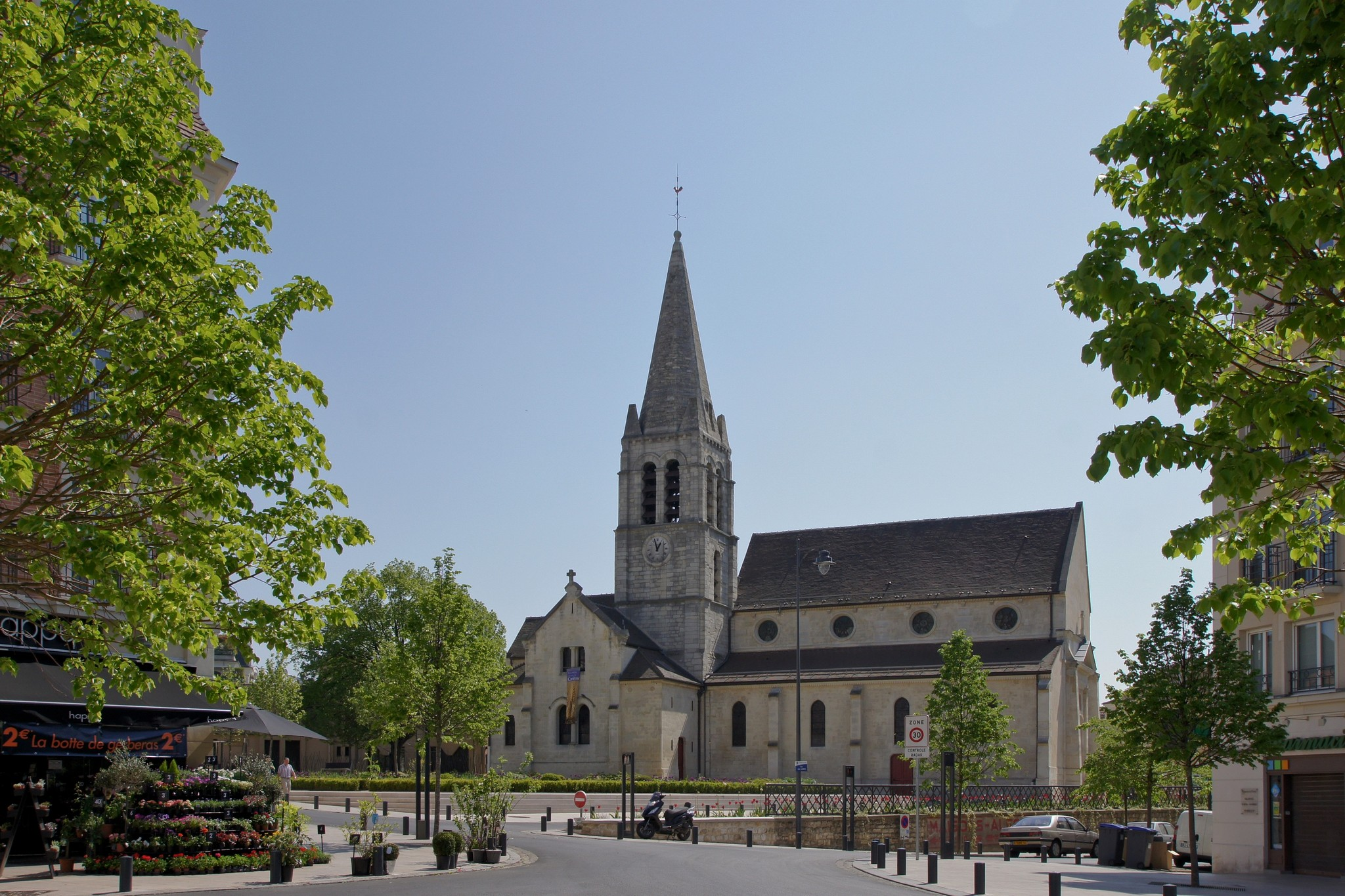
圣雷米教堂
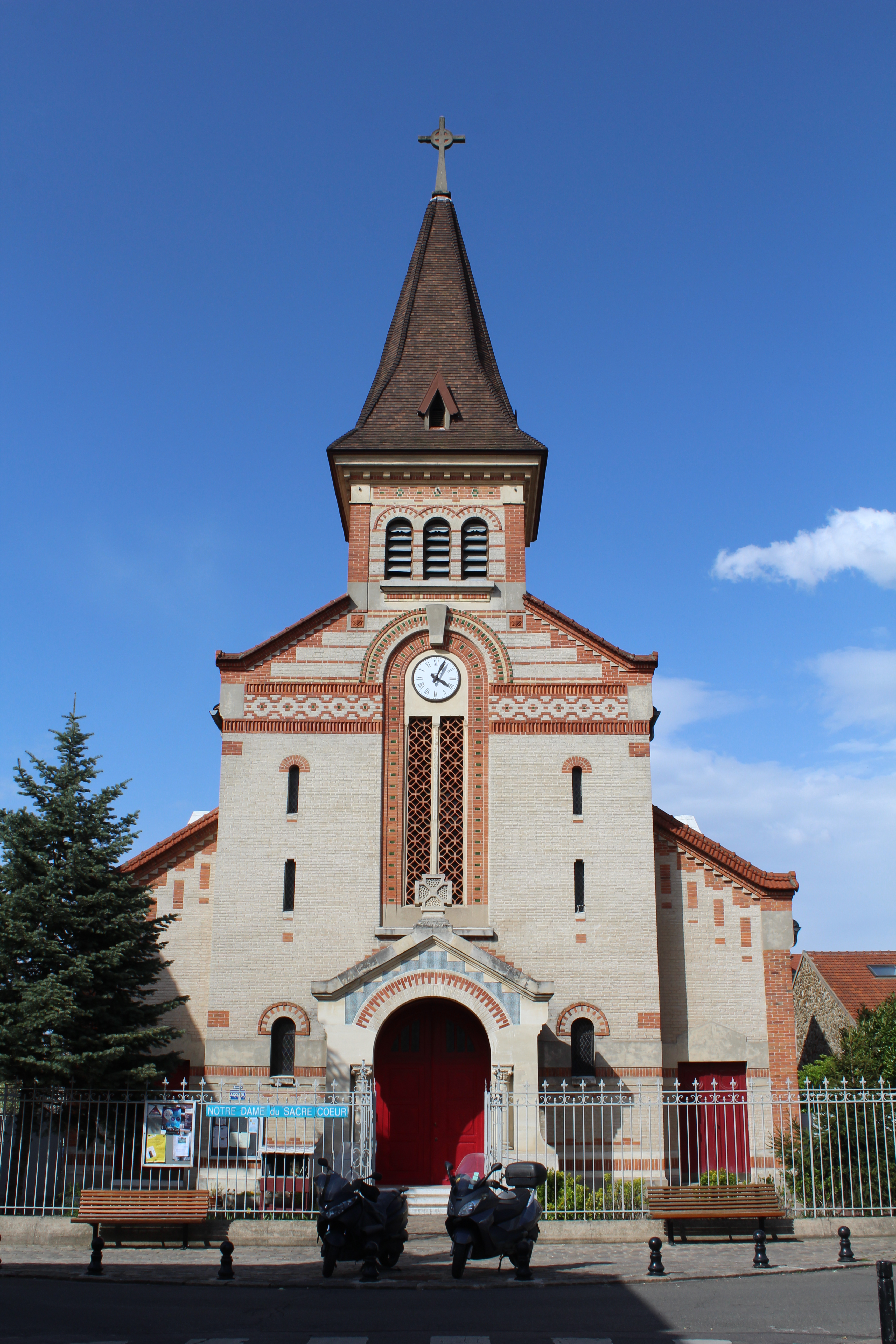
圣母教堂
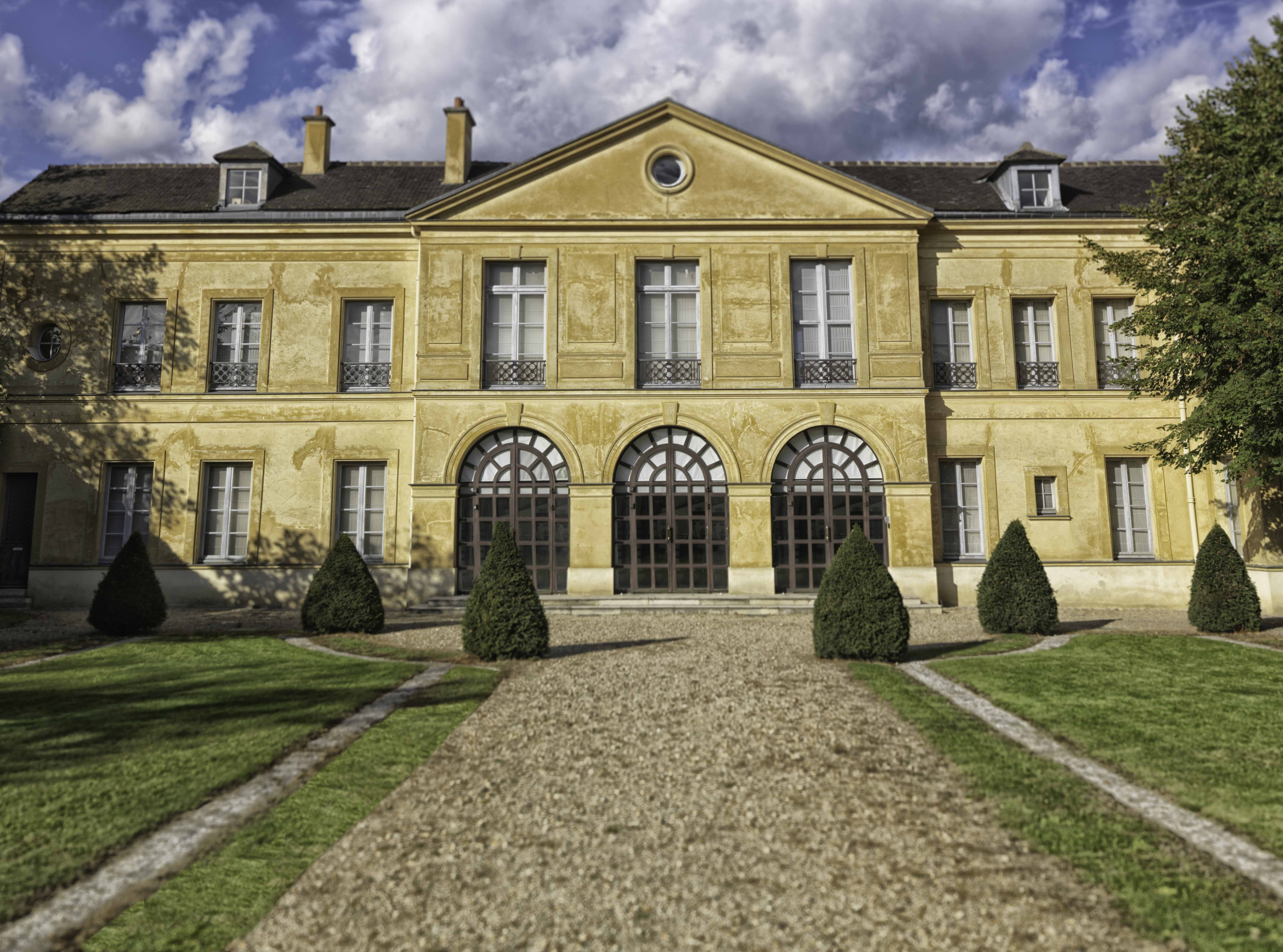
雷加城堡（法语：Château de Réghat）
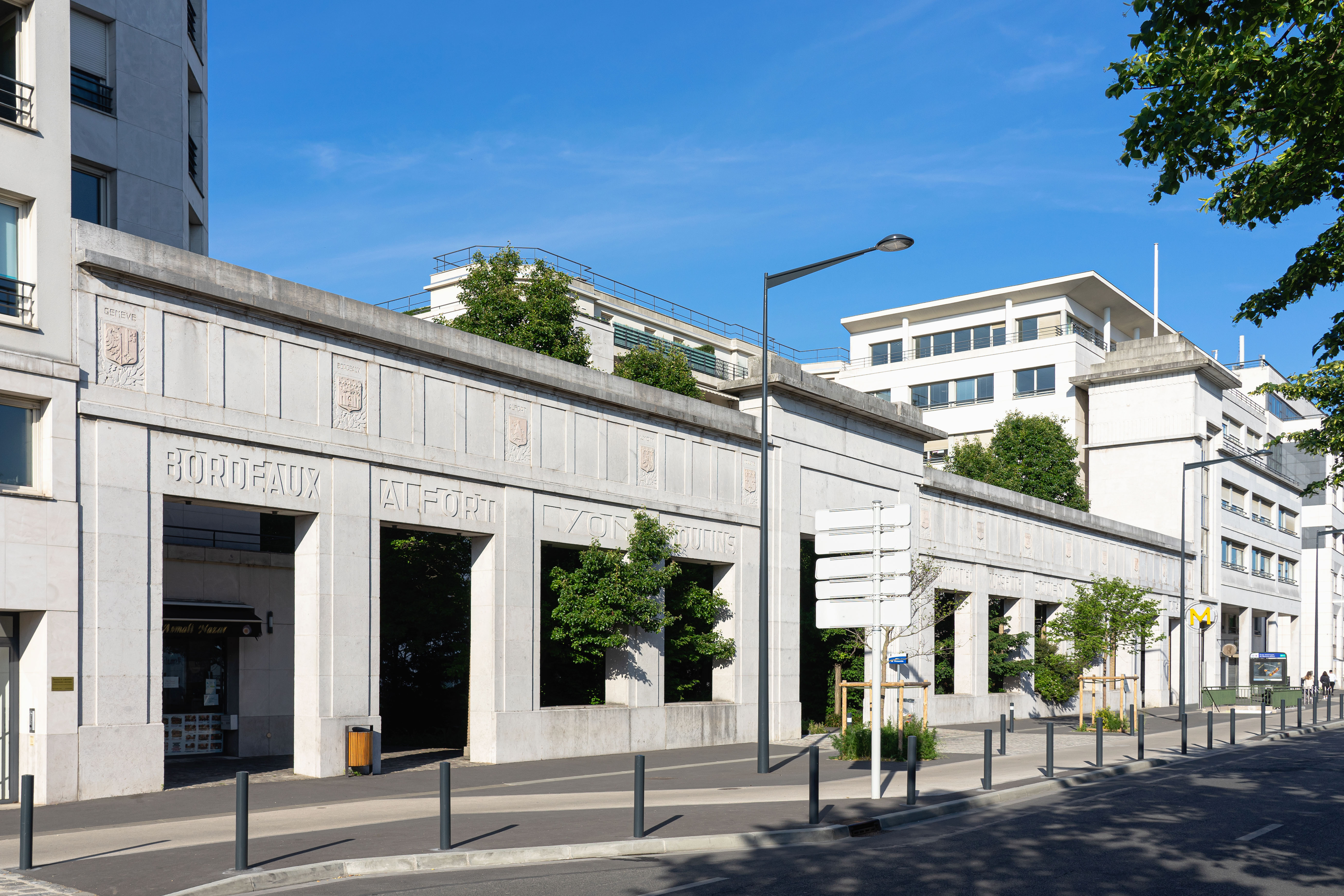
叙兹工厂（法语：Usine de la Suze）旧址

### 旅游
迈松阿尔福的旅游事务由其所属的公共社区负责。2020年，迈松阿尔福境内共有3家宾馆共计97间房间。

### 媒体
法国主要的媒体均可在迈松阿尔福接收，法国电视三台下属的法兰西岛大区频道在部分时段播出迈松阿尔福所属区域的地方新闻。

## 相关人物
法国政治人物，现任大巴黎都会区副主席席尔万·贝里奥出生于迈松阿尔福。

## 友好城市
截至2021年4月，迈松阿尔福共与一座城市互为友好城市关系：
- 德国 默爾斯